# Iglesia de Sant'Anna dei Palafrenieri
La Iglesia de Sant'Anna dei Palafrenieri (en italiano: Chiesa di Sant'Anna dei Palafrenieri) es una iglesia parroquial católica en la Ciudad del Vaticano, dedicada a Santa Ana. La iglesia es la sede parroquial del Vicariato de la Ciudad del Vaticano.
Por encargo de la Venerabile Arciconfraternita di Sant'Anna de Parafrenieri, Giacomo Barozzi da Vignola presentó el plan de diseño ovalado de la iglesia, por primera vez en las iglesias de San Andrés en la Via Flaminia y Santa Ana en el Vaticano, iniciando un plan que consistía en convertirlas en iconos influyentes de la arquitectura barroca.